# Tomás Moro
Thomas More, conocido en español como Tomás Moro (Londres, 7 de febrero de 1478-Londres, 6 de julio de 1535), fue un jurista, filósofo, teólogo, político, escritor, poeta, traductor, profesor de leyes, juez de negocios civiles y lord canciller inglés de Enrique VIII, de ideología humanista, venerado como santo y mártir por católicos y anglicanos como santo Tomás Moro.Además, Moro fue un importante detractor de la Reforma protestante y, en especial, de Martín Lutero y de William Tyndale. Ha sido considerado como precursor del socialismo utópico por su obra más famosa: Utopía, donde busca relatar la organización de una sociedad ideal, asentada en una nación en forma de isla del mismo nombre. En ella acuñó el término utopía, siendo posteriormente usada para describir un mundo idealizado.
En 1535 fue enjuiciado por orden del rey Enrique VIII, acusado de alta traición por no prestar el juramento antipapista frente al surgimiento de la Iglesia anglicana, oponerse al divorcio con la reina Catalina de Aragón y no aceptar el Acta de Supremacía, que declaraba al rey como cabeza de esta nueva Iglesia. Fue declarado culpable y recibió condena de muerte. Permaneció en prisión en la Torre de Londres hasta ser decapitado el 6 de julio de ese mismo año. Moro fue beatificado en 1886 y canonizado en 1935, junto con Juan Fisher, por la Iglesia católica, que lo considera un santo y mártir. Por su parte, la Iglesia anglicana lo considera un mártir de la Reforma protestante, incluyéndolo, en 1980, en su lista de santos y héroes cristianos.

## Biografía

### Primeros años

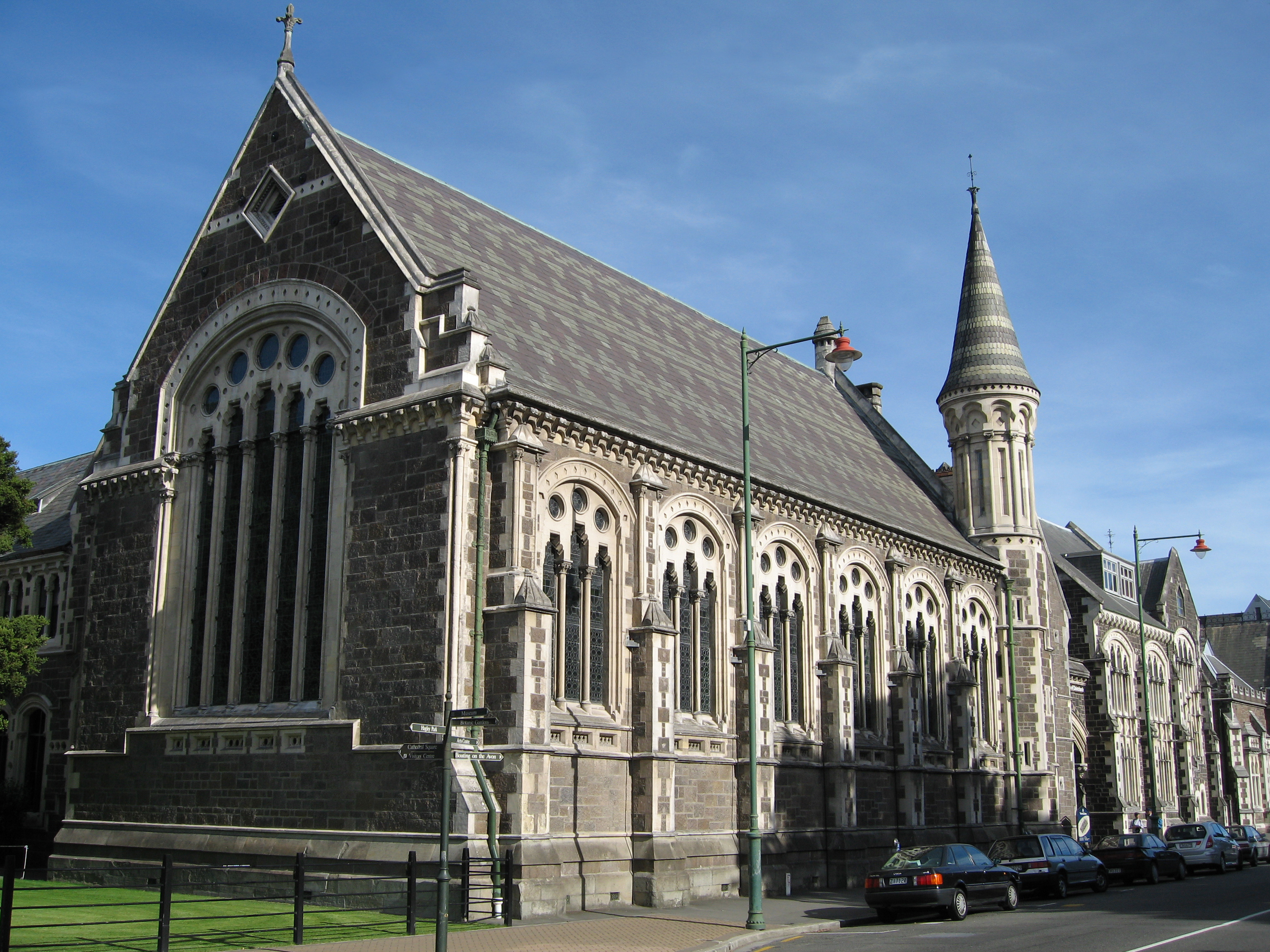
Canterbury College

Nació en el corazón de la ciudad de Londres (Inglaterra), en su casa familiar de Milk Street, el 7 de febrero de 1478. Fue el hijo mayor de sir John More, mayordomo del Lincoln's Inn (uno de los cuatro colegios de abogados de la Ciudad de Londres), jurista y posteriormente nombrado caballero y juez de la curia real; y de su mujer Agnes More (de soltera, Graunger). En 1486, tras cinco años de enseñanza primaria en la antigua Escuela de San Antonio (Saint Anthony's School), una destacada escuela de gramática de Londres, además de ser la única gratuita, fue conducido según la costumbre entre las buenas familias al palacio de Lambeth, donde sirvió como paje del cardenal John Morton, arzobispo de Canterbury y Lord Canciller de Inglaterra.
El cardenal era un ferviente defensor del nuevo humanismo renacentista y tuvo mucha estima al joven Moro. Confiando en desarrollar su potencial intelectual, Morton decidió, en 1492, sugerir el ingreso de Tomás Moro, que por entonces contaba con catorce años, en el Canterbury College de la Universidad de Oxford, donde pasará dos años estudiando la doctrina escolástica que allí se impartía y perfeccionando su retórica, siendo alumno de los humanistas ingleses Thomas Linacre y William Grocyn. Sin embargo, Moro se marchó de Oxford dos años después sin graduarse y, por insistencia de su padre, en 1494 se dedicó a estudiar leyes en el New Inn de Londres y, posteriormente, en el Lincoln's Inn, institución en la que había trabajado su padre. En 1496 comenzó a ejercer la abogacía ante los tribunales. Posiblemente durante esta época aprendió el francés, necesario tanto para las cortes de justicia inglesas como para el trabajo diplomático, uniéndose este idioma al inglés y latín ya aprendidos durante sus estudios primarios.
En torno a 1497, comenzó a escribir poesías, con una ironía que le valió cierta fama y reconocimiento. En esta época tiene sus primeros encuentros con los precursores del Renacimiento, conociendo a Erasmo de Róterdam, con quien entablaría amistad, y a John Skelton.
Hacia 1501 ingresó en la Tercera orden de San Francisco, viviendo como laico en un convento cartujo hasta 1504. Allí se dedicó al estudio religioso. Alrededor de 1501 tradujo epigramas griegos al latín y comentó De civitate Dei, de san Agustín de Hipona. A través de los humanistas ingleses tuvo contacto con Italia. Tras realizar una traducción (publicada en 1510) de una biografía de Giovanni Pico della Mirandola escrita por su sobrino Gianfrancesco Pico, quedó prendado del sentimiento de la obra que adoptó para sí, y que marcaría definitivamente el curso de su vida. Aunque abandonó su vida ascética para volver a su anterior profesión jurídica hasta ser nombrado miembro del Parlamento en 1504, Moro nunca olvidó ciertos actos de penitencia, llevando durante toda su vida un cilicio en la pierna y practicando ocasionalmente la flagelación.

### Vida familiar
Al abandonar el convento de los cartujos, en 1505, contrajo matrimonio con Jane Colt y ese mismo año nació su hija Margaret, quien fue su discípula. Habiendo abandonado la Orden de los Cartujos, se recibió en leyes y ejerció la abogacía con éxito, en parte gracias a su preocupación por la justicia y la equidad; más tarde sería juez de pleitos civiles y profesor de Derecho.
En 1506 nació su segunda hija, Elizabeth. Ese año tradujo al latín a Luciano de Samosata con ayuda de Erasmo. Un año más tarde nació Cicely, su tercera hija. Tomás Moro era pensionado y mayordomo en el Lincoln's Inn, donde dictó conferencias entre 1511 y 1516. En 1509 nació su hijo John. Moro participó en gestiones entre grandes compañías de Londres y Amberes. Ese mismo año escribió poemas para la coronación de Enrique VIII. En 1510 fue nombrado miembro del Parlamento y vicesheriff de Londres. Un año más tarde murió su esposa Jane y se casó con Alice Middleton, viuda siete años mayor que Moro y con una hija, Alice.

## Vida pública
Miembro del Parlamento desde 1503, Tomás Moro fue elegido juez y subprefecto en la ciudad de Londres, y se opuso a algunas medidas de Enrique VII. Con la llegada de Enrique VIII, protector del humanismo y de las ciencias, Moro integró el primer parlamento convocado por el rey en 1510. Moro viajó por Europa y recibió la influencia de distintas universidades. Desde allí escribió un poema dedicado al rey, que acababa de tomar posesión de su trono. La obra llegó a manos del rey, que hizo llamarlo, naciendo a partir de entonces una amistad entre ambos.
La obra de Moro Historia de Ricardo III (History of King Richard III, c. 1513-1518), escrita en latín e inglés, aunque inconclusa, fue impresa en inglés de forma imperfecta en la Crónica (Chronicle) de Richard Grafton (1543) y usada por otros cronistas de la época como John Stow, Edward Hall y Raphael Holinshed, transmitiendo así material a William Shakespeare para su obra Ricardo III.
En 1515, Tomás Moro fue enviado con una embajada comercial en Flandes. Ese año escribió el libro segundo de Utopía y un año más tarde el libro primero; la obra completa fue publicada en Lovaina. En 1517 Tomás Moro entró a trabajar para el rey Enrique VIII: se lo nombró Master of requests y pasó a ser miembro del Consejo Real. Enrique VIII se sirvió de su diplomacia y tacto, confiándole algunas misiones diplomáticas en países europeos. Fue enviado en misión extranjera a Calais desde agosto a septiembre de 1517, para resolver problemas mercantiles.
En 1520 ayudó a Enrique VIII a escribir Assertio Septem Sacramentorum (Defensa de los siete sacramentos). A ello siguió su designación para diferentes cargos y su condecoración con distintos títulos honoríficos. En 1521 fue honrado con el título de knight (caballero) y designado vicecanciller del Tesoro. Ese mismo año su hija Margaret se casó con William Roper, quien sería el primer biógrafo de Tomás Moro. En 1524 fue nombrado High Steward (censor y administrador) de la Universidad de Oxford, de la que había sido alumno. En 1525 fue nombrado también High Steward de la Universidad de Cambridge y canciller del Ducado de Lancaster. En 1526 fue juez de la Cámara de la Estrella. Trasladó su residencia a Chelsea y escribió una carta a Iohannis Bugenhagen defendiendo la supremacía papal. En 1528, el obispo de Londres le permitió leer libros heréticos para refutarlos. Finalmente, se lo designó Lord Canciller en 1529. Fue el primer canciller laico después de varios siglos.
En 1530 no firmó la carta de nobles y prelados que solicitó al papa la anulación del matrimonio real. En 1532 renunció a su cargo de canciller. En 1534 se negó a firmar el Acta de Supremacía que representaba un repudio a la supremacía papal. El Acta establecía condena a quienes no la aceptaran y el 17 de abril del mismo año Moro fue encarcelado hasta ser decapitado el 6 de julio de 1535.

### Campaña contra la Reforma
Tomás Moro vio a la Reforma protestante como herejía y una amenaza a la unidad de la iglesia y la sociedad. Sus primeras acciones en contra de la Reforma incluyeron ayudar al cardenal Wolsey a deshacerse de libros luteranos que se importaban clandestínamente en Inglaterra, espiar e investigar a presuntos protestantes, especialmente los editores, y detener a cualquier participante en la posesión, transporte o venta de libros de la reforma protestante.
Circularon rumores, durante y después del curso de su vida, sobre malos tratos a los herejes durante su etapa como ministro de Justicia. El popular polemista anticatólico John Foxe fue fundamental en la difusión de las acusaciones contra Moro en El libro de los mártires, alegando que utilizaba a menudo personalmente la violencia y la tortura al interrogar a los herejes. Más tarde, autores como Brian Moynahan y Michael Farris, citaron a Foxe al repetir estas acusaciones. Pero él negó estas acusaciones. Admitió que se encarceló herejes en su casa —«para mantenerles seguros»— pero rechazó totalmente las acusaciones de torturas y azotes.
En total fueron seis las personas quemadas en la hoguera por herejía durante su período como canciller: Thomas Hitton, Thomas Bilney, Richard Bayfield, John Tewkesbery (curtidor de Londres declarado culpable por albergar libros prohibidos y condenado a la hoguera por no retractarse), Thomas Dusgate y James Bainham. Su supuesto papel influyente en la quema de Tyndale es denunciado por B. Moynahan.
Quemar en la hoguera era un castigo establecido desde hacía mucho tiempo para la herejía, una treintena de hogueras habían ardido en el siglo anterior a la cancillería de Moro, y siguió siendo utilizada por católicos y protestantes durante la agitación religiosa de las décadas siguientes. El historiador R. W. Chambers señaló que «al mismo tiempo que Moro negaba con indignación las atrocidades atribuidas a él quería que todo el mundo supiera lo contrario, a saber que creía necesario prohibir la siembra de herejías sediciosas, y para castigarlas, en casos extremos, era necesario aplicar la pena de muerte a los que desafiaran tal prohibición». Y continuó diciendo: «Fue en vista de lo que se presentó en todas las partes por igual, el desafío abierto a la autoridad en asuntos espirituales de tal naturaleza que inducía al tumulto y la guerra civil, lo que ameritaba a sus ojos que se le castigase con muerte.»
Los historiadores están muy divididos respecto de las acciones religiosas de Moro como Canciller. Mientras biógrafos como Peter Ackroyd, historiador católico inglés, le atribuyen una posición moderada y hasta relativamente tolerante en la lucha contra el protestantismo, mediante colocar sus acciones en el clima religioso turbulento de su tiempo, Richard Marius, estudioso estadounidense de la Reforma, fue más crítico, al creer que las persecuciones, incluyendo lo que percibió como «la promoción del exterminio de los protestantes», eran una traición a las convicciones humanistas de Moro. Marius escribió en su biografía de Moro: «Estar delante de un hombre en una inquisición, sabiendo que él se regocijará cuando muramos, sabiendo que nos enviará a la hoguera y sus horrores en un momento, sin vacilación ni remordimiento, si no hacemos lo que le satisface, no es una experiencia menos cruel solo porque nuestro inquisidor no nos azote, no nos torture o no nos grite ... Moro creía que ellos (los protestantes) debían ser exterminados, y mientras estaba en el cargo hizo todo en su poder para que ese exterminio sucediera.»

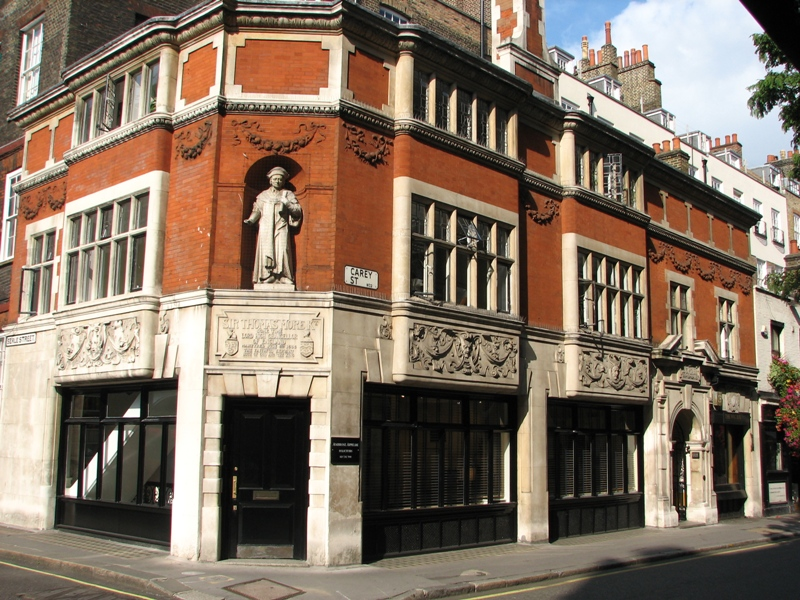
Casa de Tomás Moro en Carey Street, Londres, frente a los Reales Tribunales de Justicia. Allí se lo conmemora con una estatua que lo representa.

Pero el historiador y académico alemán Peter Berglar, autor del libro La hora de Tomás Moro. Solo frente al poder (Die stunde des Thomas Morus. Einer gegen die Macht), señaló razones bastante diferentes para la ejecución de herejes de aquellas que inculparon a Tomás Moro. Berglar indicó que durante los doce años comprendidos entre 1519 y 1531, tiempo de influencia ascendente de Tomás Moro como vicecanciller del Tesoro (1521), portavoz de la House of Commons (1523), canciller del Ducado de Lancaster (1525), juez de la Cámara de la Estrella (1526), asesor del cardenal Thomas Wolsey en numerosos asuntos —como en los acuerdos con Francia de 1527—, hasta su nombramiento como Lord Canciller el 26 de octubre de 1529, no se pronunció ni una sentencia de muerte por herejía en la diócesis de Londres. En cambio, fue durante la caída en desgracia de Tomás Moro previa a su renuncia como Lord Canciller cuando recomenzaron las ejecuciones de herejes, por influencia de John Stokesley, nuevo obispo de Londres y líder de la Iglesia de Inglaterra, cuyo carácter de perseguidor fue bien conocido. Así lo apuntó Berglar:

Solamente cuando el clero inglés se hubo sometido al rey en febrero de 1531, y lo aceptó como cabeza de la Iglesia, «en cuanto sea compatible con la ley de Cristo», las hogueras volvieron a arder, como coartada de una ortodoxia inalterable, provechosa o hasta necesaria por razones políticas, en opinión tanto de Enrique como de los obispos, aunque quizá por motivos diferentes. Las víctimas sufrían una muerte cruel por «necesidades» de la razón de Estado. Pero estas «necesidades» cambiarían varias veces en los siguientes cincuenta años. En aquel momento, febrero de 1531, Moro no disponía ya de ningún poder que pudiera resultar peligroso para los herejes. De las tres quemas (conjuntas) de herejes en los últimos seis meses de la cancillería de Moro fue responsable el nuevo obispo de Londres, el sucesor de (Cuthbert) Tunstall, Stokesley. En resumen: No se le puede culpar a sir Thomas de persecuciones físicas de herejes. Sus manos no están manchadas de sangre.

## Condena y muerte

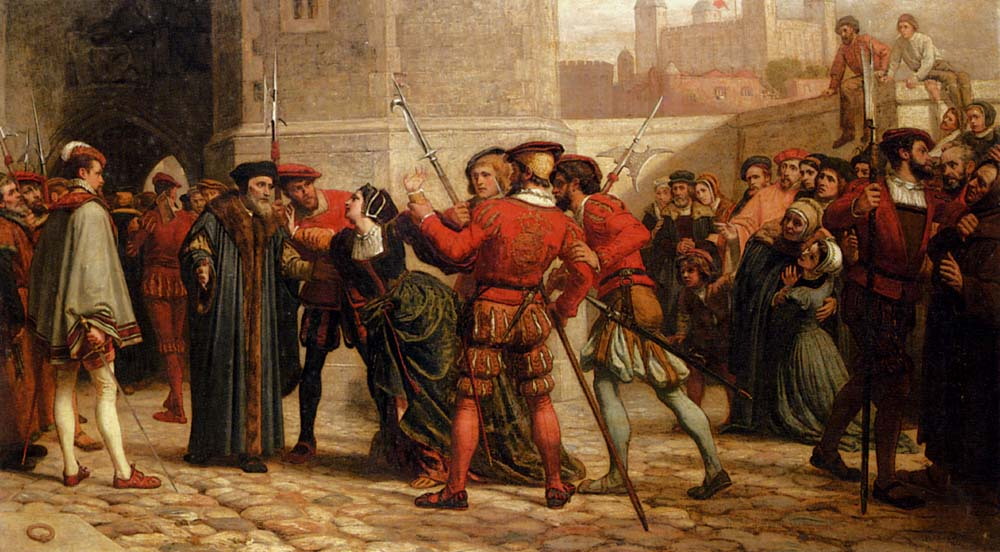
El encuentro de sir Tomás Moro con su hija tras su sentencia de muerte (The meeting of Sir Thomas More with his daughter after his sentence of death), por William Frederick Yeames (1872).

El rey Enrique VIII se enemistó con Tomás Moro debido a las desavenencias surgidas en torno a la validez de su matrimonio con su esposa Catalina de Aragón que Tomás, como Canciller, apoyaba. Enrique VIII había pedido al papa la concesión de la nulidad de su matrimonio con Catalina de Aragón y la negativa de este supuso la ruptura de Inglaterra con la Iglesia de Roma y el nombramiento del rey como cabeza de la Iglesia de Inglaterra.
El monarca insistió en obtener la nulidad de su matrimonio a fin de poder casarse nuevamente para conseguir su deseo de tener un hijo varón, que Catalina de Aragón no podía ya darle. La nulidad habría borrado la infidelidad y le hubiera permitido un matrimonio válido a los ojos de la Iglesia católica, legitimando los hijos que pudiera tener de su matrimonio con Ana Bolena y todo habría quedado en un asunto intrascendente.
Las sucesivas negativas de Tomás Moro a aceptar algunos de los deseos del rey acabaron por provocar el rencor de Enrique VIII. Luego de la ruptura con Roma, y tras negarse Moro a pronunciar el juramento que reconocía a Enrique como cabeza suprema de la Iglesia de Inglaterra, el rey lo encarceló en la torre de Londres.
Finalmente el rey, enojado, mandó juzgar a Moro quien, en un juicio sumario, fue acusado de alta traición y condenado a muerte (ya había sido condenado a cadena perpetua anteriormente). Otros dirigentes europeos como el papa o el emperador Carlos V, quien veía en él al mejor pensador del momento, presionaron para que se le perdonara la vida y se la conmutara por cadena perpetua o destierro, pero no sirvió de nada y fue decapitado en Tower Hill una semana después, el 6 de julio de 1535. Está enterrado en una bóveda subterránea anexa a la capilla de San Pedro ad Vincula, que se encuentra en la torre de Londres.
Mantuvo hasta el final su sentido del humor, confiando plenamente en el Dios misericordioso que le recibiría al cruzar el umbral de la muerte. Mientras subía al cadalso se dirigió al verdugo en estos términos: I pray you, I pray you, Mr Lieutenant, see me safe up and for my coming down, I can shift for myself («Le ruego, le ruego, señor teniente, que me ayude a subir, porque para bajar, ya sabré valérmelas por mí mismo»). Luego, al arrodillarse dijo: «Fíjese que mi barba ha crecido en la cárcel; es decir, ella no ha sido desobediente al rey, por lo tanto no hay por qué cortarla. Permítame que la aparte». Finalmente, ya apartando su ironía, se dirigió a los presentes: I die being the King's good servant—but God's first («Muero siendo el buen servidor del rey, pero de Dios primero»).
Moro no fue el único que estuvo en la encrucijada de si debía seguir al rey Enrique VIII o a la Iglesia de Roma. El por entonces recién creado cardenal John Fisher también pasó por el mismo trance; Paulo III le mandó el capelo cardenalicio cuando Fisher estaba en prisión, y fue también ejecutado.

## Obras
Su obra cumbre fue Utopía (1516), en la que aborda problemas sociales de la humanidad, y con la que se ganó el reconocimiento de todos los eruditos de Europa. Uno de sus inspiradores fue su íntimo amigo Erasmo de Róterdam. La redactó durante una de las misiones asignadas por el rey en Amberes.
El resto de sus obras es diverso pero siempre va engarzado por el hilo común del ensalzamiento del idealismo y la condena de la tiranía. Hay retratos de personajes públicos, como la Life of Pico della Mirandola ("Vida de Pico della Mirandola"), en realidad traducción de la autobiografía de este humanista italiano, reivindicador de la primacía de Platón frente a Aristóteles, o como la Historia Richardi Tertii (Historia de Ricardo III), una crítica despiadada (al oblicuo modo de Moro) del tirano que asesinó a su hermano mayor y a los hijos pequeños de Eduardo IV para asumir el máximo poder. Este trabajo se publicó en inglés y en latín, aunque la versión latina es bastante más extensa que la inglesa y fue por ello atribuida erróneamente al cardenal John Morton. Inspiró, sin duda, el Ricardo III de Shakespeare. El personaje resulta, pues, en manos de Moro, un triste antihéroe de la degeneración política, de la tiranía.
Compuso también poemas en lengua inglesa, entre los cuales destacan sus sinceros epicedios al fallecimiento de las reinas inglesas, y diversos epigramas de su juventud (Epigrammata) en los que brilla su pensamiento antiabsolutista. Para Moro, según Antonio Poch, la raíz de la tiranía se encuentra en la avaricia. La avidez de riquezas y la de poder se alimentan y excitan mutuamente. El rey, si no quiere ser tirano, debe por ello ser el buen custodio del rebaño que las impida:
¿Qué cosa es el buen príncipe? Es el can custodio del rebaño, que ladrando ahuyenta a los lobos. ¿Y qué cosa es el mal príncipe? Precisamente es el lobo / Quid bonus est princeps? Canis est custos gregis... Quid malus? Ipse lupus (Epigramma IX)
El reino es como el cuerpo místico de Cristo del cual el rey es cabeza: todos sus miembros están unidos por el amor y deben socorrerse mutuamente: Populus sese pro rege... quilibet hunc proprie corporis esse caput (Ep. XV). El príncipe bueno dirige a hijos libres, el malo somete a siervos:
Aquellos que el tirano señorea como siervos, el rey los estima como hijos / Servos tyrannus quos regit / rex liberos... putat suos.
Mención importante dentro de su obra merecen los diálogos-tratados que realizó en defensa de la fe tradicional atacando duramente a los reformistas tanto laicos como religiosos. Entre este tipo de obras se encuentran por ejemplo Responsio ad Lutherum ("Respuesta a Lutero"), A Dialogue Concerning Heresies ("Un diálogo sobre la herejía"), The Confutation of Tyndale's Answer ("Refutación de la respuesta de Tyndale") o The Answer to a Poisoned Book ("Respuesta a un libro envenenado").
Además de escritos en defensa de la Iglesia de Roma, también escribió sobre los aspectos más espirituales de la religión. Así, se encuentran escritos como Treatise on the Passion ("Tratado sobre la Pasión de Cristo"), Treatise on the Blessed Body (Tratado sobre el Cuerpo Santo), Instructions and Prayers o De Tristia Christi ("La Agonía de Cristo"). Este último manuscrito, redactado de puño y letra de Tomás Moro en la Torre de Londres en el tiempo en que estuvo confinado antes de su decapitación el 6 de julio de 1535, y salvado posteriormente de la confiscación decretada por Enrique VIII, pasó por voluntad de su hija Margaret a manos españolas y a través de fray Pedro de Soto, confesor del emperador Carlos V, tuvo por destino Valencia, patria de Luis Vives, amigo íntimo de Moro. Actualmente se conserva como parte de la colección que pertenece al museo del Real Colegio del Corpus Christi de Valencia.
Otras obras que escribió son las traducciones desde el latín que hizo de algunos diálogos de Luciano de Samosata: El cínico, Menipo, La necromancia y El tiranicida (al que añade una Responsio en que critica acerbamente a los tiranos), así como varias cartas y pequeños textos: Letter to Bugenhagen, Supplication of Souls, Letter Against Frith, The Apology, The Debellation of Salem and Bizance, A Dialogue of Comfort Against Tribulation, Letter to Martin Dorp, Letter to the University of Oxford, Letter to Edward Lee, Letter to a Monk.

## Canonización

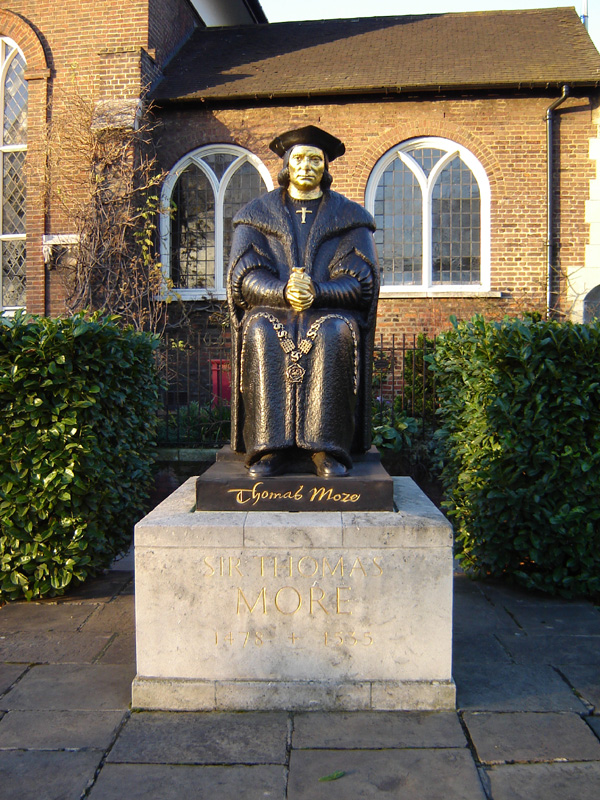
Estatua de Tomás Moro por Leslie Cubitt Bevis frente a la Antigua iglesia de Chelsea, Cheyne Walk, Londres.

Tomás Moro fue beatificado junto a otros 52 mártires (entre ellos John Fisher) por el papa León XIII en 1886, y finalmente proclamado santo por la Iglesia católica el 19 de mayo de 1935 (junto con John Fisher), por el papa Pío XI; y su fiesta se estableció el 9 de julio. Ese día todavía es observado por los católicos tradicionalistas. Luego de una serie de reformas post-Vaticano II, su fiesta fue cambiada y su nombre añadido al santoral católico por el papa Pablo VI en 1970 para celebración el 22 de junio junto con John Fisher, el único obispo (debido a las muertes naturales coincidenciales de ocho obispos ancianos) que, durante la Reforma inglesa, mantuvo, por merced del rey, lealtad al papa.
El 31 de octubre de 2000, el papa Juan Pablo II lo proclamó santo patrón de los políticos y los gobernantes, en respuesta a una idea del expresidente de la República Italiana Francesco Cossiga surgida en 1985, y presentada como petición formal el 25 de septiembre de 2000 con el aval de centenares de firmas de jefes de Gobierno y de Estado, parlamentarios y políticos.
En 1980, Moro fue añadido al calendario de Santos y Héroes de la Iglesia Cristiana de Inglaterra junto a John Fisher como «mártires de la reforma». Moro se conmemora el 6 de julio.

## Cultura popular
- La película A Man for All Seasons (1966), dirigida por Fred Zinnemann, interpretada por Paul Scofield y premiada con seis premios Óscar, entre ellos el de mejor película, narra los últimos años de Tomás Moro y sus difíciles relaciones con Enrique VIII, centrándola en su conflicto entre seguir sus creencias religiosas y la obediencia al rey. Está basada en la obra de teatro de 1960 A man for all seasons del dramaturgo agnóstico Robert Bolt, guionista también de la película. Se estrenó en Londres en el Globe Theatre el 1 de julio de 1960. A su vez, la obra de teatro era adaptación de una obra escrita por el propio Bolt en 1954 para la BBC Radio. El título fue sacado de lo que escribió Robert Whittington sobre Moro en 1520:

More is a man of an angel's wit and singular learning. I know not his fellow. For where is the man of that gentleness, lowliness and affability? And, as time requireth, a man of marvelous mirth and pastimes, and sometime of as sad gravity. A man for all seasons.
Moro es hombre de la inteligencia de un ángel y de un conocimiento singular. No conozco a su par. Porque ¿dónde está el hombre de esa dulzura, humildad y afabilidad? Y, como lo requieren los tiempos, hombre de maravillosa alegría y aficiones, y a veces de una triste gravedad. Un hombre para todas las épocas.
Robert Whittington

- De la obra de Bolt también existe una versión para televisión del año 1988, dirigida y protagonizada por Charlton Heston en el papel de Tomás Moro y John Gielgud en el papel del cardenal Wolsey.

- En la serie de televisión Los Tudor se narra parte de su vida y relación con Enrique VIII. Interpretado por Jeremy Northam. Su final es representado en la temporada 2, capítulo 5.